# Cisak Islet
Cisak Islet ist eine kleine Insel aus Basalt im Archipel der Südlichen Shetlandinseln. Sie liegt südlich des Lions Rump am Battke Point in der Lions Cove von King George Island.
Polnische Wissenschaftler benannten sie 1999 nach dem polnischen Kartographen Jan Cisak, der gemeinsam mit Zbigniew Battke während einer polnischen Antarktisexpedition zwischen 1987 und 1989 eine Karte vom Gebiet um den Lions Rump erstellt hatte.